# أوليفر بيرهوف

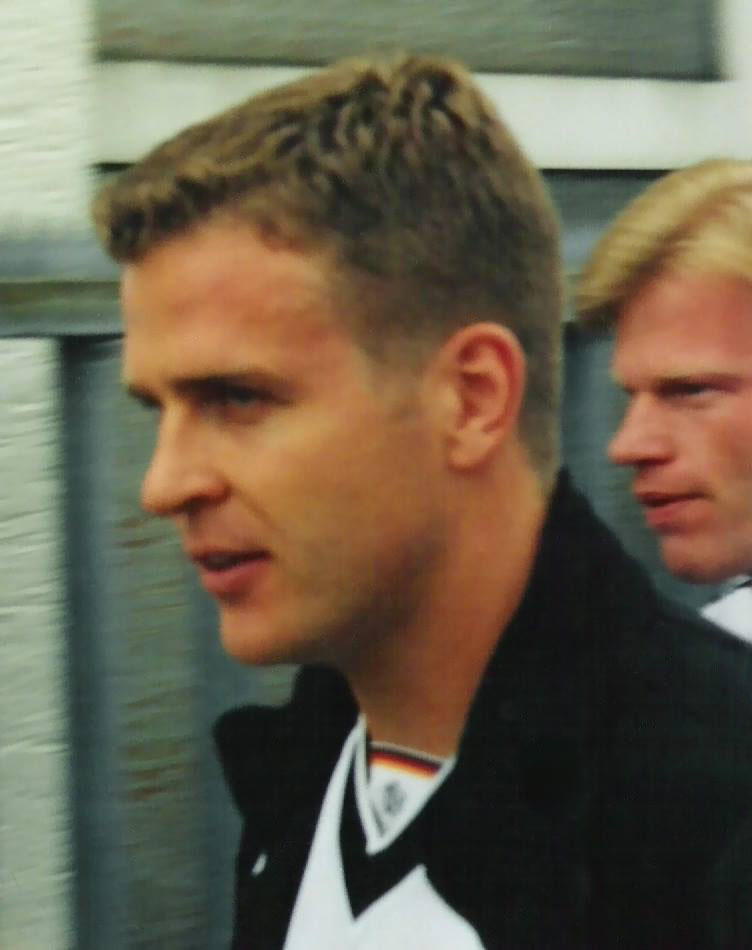
أولفر بيرهوف ويظهر خلفه الحارس أوليفر كان

أوليفر بيرهوف (بالألمانية: Oliver Bierhoff)؛ مواليد 1 مايو 1968 في كارلسروه)، لاعب كرة قدم ألماني سابق، والمدير الإداري لمنتخب ألمانيا حالياً. يعد أول لاعب يسجل هدف ذهبي في تاريخ منتخب ألمانيا لكرة القدم وكان ذلك في نهائي كأس الأمم الأوروبية لكرة القدم 1996 أمام منتخب التشيك لكرة القدم.هو من منح اللقب للمنتخب الألماني.

## حياته الكروية كلاعب
- بدأ بيرهوف مسيرته الكروية في سنة 1986 مع نادي با ر ليفركوزن، حيث لعب لهم 31 مباراة وسجل فيها 4 أهداف، وفي عام 1988 انتقل إلى نادي هامبورغ، ولعب لهم 34 مباراة وسجل 6 أهداف، وفي سنة 1990 انتقل إلى نادي بوروسيا مونشنغلادباخ، ولعب لهم 8 مباريات ولم يسجل أي هدف، وحصل على فرصة للعب خارج ألمانيا وبالتحديد بالنمسا، فلعب لنادي سالزبورغ في موسم 1990/1991، واستطاع أن يلعب معهم 32 مباراة وسجل 23 هدف، وانتقل بعدها إلى الدوري الإيطالي وبالتحديد إلى نادي أسكولي ولعب لهم 117 مباراة وسجل فيها 48 هدف،
- في سنة 1995 انتقل إلى أودينيزي، وهناك لاقى النجاح، حيث لعب 86 مباراة وسجل فيها 57 هدف، وفي موسم 1997/1998 توج هدافا للدوري الإيطالي، مما لفت أنظار الأندية الكبرى في إيطاليا، فانتقل إلى نادي إيه سي ميلان، ولعب له 91 مباراة وسجل 38 هدف،
- وفي موسم 2001/2002 أعير إلى نادي موناكو الفرنسي، ولعب لهم 18 مباراة وسجل فيها 5 أهداف،
- انضم بعدها إلى نادي كييفو ولعب لهم 26 مباراة وسجل فيها 7 أهداف، وبعدها اعتزل كرة القدم. وكان بيرهوف قد شارك مع منتخب ألمانيا لكرة القدم في 70 مباراة دولية وسجل فيها 37 هدف، وقد ساهم بإحراز كأس الأمم الأوروبية لكرة القدم 1996، والحصول على المركز الثاني في كأس العالم 2002

## حياته الشخصية
اوليفر بيرهوف من مواليد يوم 1 مايو 1968 في كارلسروه.وقد تزوج بيرهوف من كلارا سالانتزي في 22 يونيو 2001 ، وكانت سالانتزي من ميونيخ وصديقه سابقة للاعب كرة السلة دراسين بتروفيتش، كانت خلف عجلة القيادة في حادث السيارة المميت الذي أودى بحياة بتروفيتش. وكان لبيرهوف وزوجته ابنة ولدت في 27 يناير 2007. وهو من الروم الكاثوليك . وهو عضو في قاعة مشاهير نادي إيه سي ميلان . وكان بيرهوف واحدًا من العديد من المشاهير في عام 2015 الذين أيدوا الالتماس لصحيفة بيلد الشعبية ضد الجماعة المناهضة للأسلمة. والدهُ هو الدكتور رولف بيرهوف، والذي يمتلك شركة للطاقة الكهربائية ، فإن والد بيرهوف ، كان قلقا بشأن تغيب ابنه عن الحصص التدريبية حيث لاحظ أكثر من مرة بأن ولده يعود للمنزل وثيابه نظيفة. وبغية تحفيز ابنه، قام بسكب المياه على عشب الحديقة المنزلية، وشجع ولده على التدريب على الكرات الرأسية بعد أن تحول الماء إلى جليد. وقد حرص على جعل ابنه يتقدم في مجال كرة القدم، ويبدو أن مساعيه تكللت في نهاية المطاف بالنجاح .

###### حياته الكروية كلاعب
- بدأ بيرهوف مسيرته الكروية في سنة 1986 مع نادي با ر ليفركوزن، حيث لعب لهم 31 مباراة وسجل فيها 4 أهداف، وفي عام 1988 انتقل إلى نادي هامبورغ، ولعب لهم 34 مباراة وسجل 6 أهداف، وفي سنة 1990 انتقل إلى نادي بوروسيا مونشنغلادباخ، ولعب لهم 8 مباريات ولم يسجل أي هدف، وحصل على فرصة للعب خارج ألمانيا وبالتحديد بالنمسا، فلعب لنادي سالزبورغ في موسم 1990/1991، واستطاع أن يلعب معهم 32 مباراة وسجل 23 هدف، وانتقل بعدها إلى الدوري الإيطالي وبالتحديد إلى نادي أسكولي ولعب لهم 117 مباراة وسجل فيها 48 هدف،
- في سنة 1995 انتقل إلى أودينيزي، وهناك لاقى النجاح، حيث لعب 86 مباراة وسجل فيها 57 هدف، وفي موسم 1997/1998 توج هدافا للدوري الإيطالي، مما لفت أنظار الأندية الكبرى في إيطاليا، فانتقل إلى نادي إيه سي ميلان، ولعب له 91 مباراة وسجل 38 هدف،
- وفي موسم 2001/2002 أعير إلى نادي موناكو الفرنسي، ولعب لهم 18 مباراة وسجل فيها 5 أهداف،
- انضم بعدها إلى نادي كييفو ولعب لهم 26 مباراة وسجل فيها 7 أهداف، وبعدها اعتزل كرة القدم. وكان بيرهوف قد شارك مع منتخب ألمانيا لكرة القدم في 70 مباراة دولية وسجل فيها 37 هدف، وقد ساهم بإحراز كأس الأمم الأوروبية لكرة القدم 1996، والحصول على المركز الثاني في كأس العالم 2002.

## روابط خارجية
- أوليفر بيرهوف على موقع IMDb (الإنجليزية)
- أوليفر بيرهوف على موقع ألو سيني (الفرنسية)
- أوليفر بيرهوف على موقع قاعدة بيانات الفيلم (الإنجليزية)
- أوليفر بيرهوف على موقع كينوبويسك (الروسية)
- أوليفر بيرهوف على موقع الاتحاد الدولي (مؤرشف)  (الإنجليزية)
- أوليفر بيرهوف على موقع الاتحاد الأوربي (الإنجليزية)
- أوليفر بيرهوف على موقع رابطة كرة القدم الفرنسية للمحترفين (الإنجليزية)
- أوليفر بيرهوف على موقع قاعدة بيانات كرة القدم.إي يو (الإنجليزية)
- أوليفر بيرهوف على موقع بيانات كرة القدم. دي إي (الألمانية)
- أوليفر بيرهوف على موقع ليكيب (الفرنسية)
- أوليفر بيرهوف على موقع ناشيونال فوتبول تيمز (الإنجليزية)
- أوليفر بيرهوف على موقع عالم كرة القدم.نت (الإنجليزية)
- أوليفر بيرهوف على موقع كووورة